# 厦门经济特区纪念馆
厦门经济特区纪念馆是展示厦门经济特区成立40年間经济发展成就的展览馆，馆舍位于福建省厦门市湖里区，2008年12月依托厦门经济特区管理委员会综合办公楼、湖里区人民政府综合办公楼建成开馆，机构上该纪念馆则是厦门市博物馆的一个分馆。

## 历史
厦门经济特区纪念馆建筑始建于1981年，1983年落成。1984年，厦门经济特区管委会开始在该楼办公，是年2月9日中共中央軍事委員會主席邓小平视察厦门时在楼中写下“把经济特区办得更快些更好些”。1987年，该建筑成为湖里区人民政府的办公楼。2008年初，厦门为纪念厦门经济特区成立27年与改革开放30周年，计划将该建筑改造为厦门经济特区纪念馆，同年12月19日正式建成开馆。2020年8月，湖里区人民政府将该馆舍以“厦门经济特区管委会办公楼旧址”的名义列入第一批区级文物保护单位名录。

## 展览规模
厦门经济特区纪念馆占地6400平方米，建筑面积6500平方米，共六层，其中一至四层为展厅，现有开设于2021年的主题展览“大厦之门 敢拼会赢——厦门经济特区建设历史陈列”，展陈面积3600平方米，展线长745米，主题依时间为序分三个部分，1978年—1992年部分以“敢向潮头立”为主题，1992年—2012年部分主题为“勇闯新天地”，2012年至今的部分以“扬帆新时代”为主题。展览中展陈有“鹭江号”游艇等见证厦门经济特区发展的历史实物，亦以信息技术与多媒体展览展示邓小平视察厦门、习近平在厦门任市委书记期间的施政事迹等。在常设展览之外，纪念馆还设有“勇立潮头奋进新时代——庆祝改革开放40周年专题图片展”。